# 27514 Марков
27514 Марков (27514 Markov) — астероїд головного поясу, відкритий 26 квітня 2000 року.
Тіссеранів параметр щодо Юпітера — 3,292.